# Kramat (Kembaran)
Kramat is een bestuurslaag in het regentschap Banyumas van de provincie Midden-Java, Indonesië. Kramat telt 2766 inwoners (volkstelling 2010).